# フーシ
フーシ派、ホーシー派またはフーシ運動（アラビア語: الحوثيون、アラビア語ラテン翻字: al-Ḥūthiyūn、英語: Houthis）、或いは自称アンサールッラー（アラビア語: أَنْصَارُ ٱللهِ、アラビア語ラテン翻字: Anṣār Allāh、英語: Supporters of God）は、シーア派の分派であるザイド派イスラム主義を掲げるイエメンの親イラン反政府武装集団。

## 来歴
1990年代にイエメン北部を基盤とするザイド派宗教運動「信仰する若者（الشباب المؤمن, al-Shabāb al-Muʾmin, アッ＝シャバーブ・アル＝ムウミン）」が発展し、フセイン・バドルッディーン・フーシ師が中核となるが、2004年9月に治安当局により殺害され、「フーシ派」と呼ばれるようになる。この呼称は敵対者が用いる呼称（つまり蔑称）であり、組織の正式な呼称は「アンサール・アッラー」である。現指導者はフセインの異母弟であるアブドルマリク・アル・フーシ（1982年生まれ）。アブドルマリクが指導者に就いたころに現在の正式呼称に落ち着いたとされる。
2004年から2010年までイエメン軍と断続的に戦闘を繰り返す。2011年イエメン騒乱に乗じ、サアダ県を占領して拠点とする。2013年から南部に勢力を伸ばし、2014年9月首都サヌアに侵攻、以来権限拡大を進めてきた。2015年1月、アブド・ラッボ・マンスール・ハーディー大統領が辞意を表明したことを受けて、政府の実権を完全に掌握、事実上のクーデターを遂げた。
2月にハーディー大統領が辞意を撤回し、3月にイエメン政府軍及びそれを支援するサウジアラビア主導の連合軍と内戦に突入する。（詳細はイエメン内戦 (2015年-)を参照）
サナアを含めた北部・中部を実効支配しているが、南部・東部のスンナ派部族はフーシへの反発を強めており、アラビア半島のアルカーイダやISILはフーシへの抗戦や殲滅を呼びかけている。イスラム世界のスンナ派諸国も反発を強めており、サウジアラビアなどのスンナ派諸国の連合軍は国連憲章に基づく自衛権を理由にイエメンへの軍事介入を開始し、スンナ派諸国が多数を占めるアラブ連盟とイスラム協力機構の他、トルコなどの非アラブのスンナ派イスラム諸国も軍事作戦の支持を表明した。
支配地域の拡大には、イランの協力があるといわれており、首都サヌアではイランの輸送機が頻繁に見られる。
2015年3月2日、第3の都市タイズの支配を固めた。アリー・アブドッラー・サーレハ前大統領とも蜜月関係にあったものの、その後サーレハはサウジに接近。裏切られた形となったフーシは2017年12月4日にサーレハを殺害したことを公表した。
2017年5月、国内のコレラ感染が深刻化したことを踏まえて非常事態を宣言。

## イデオロギー

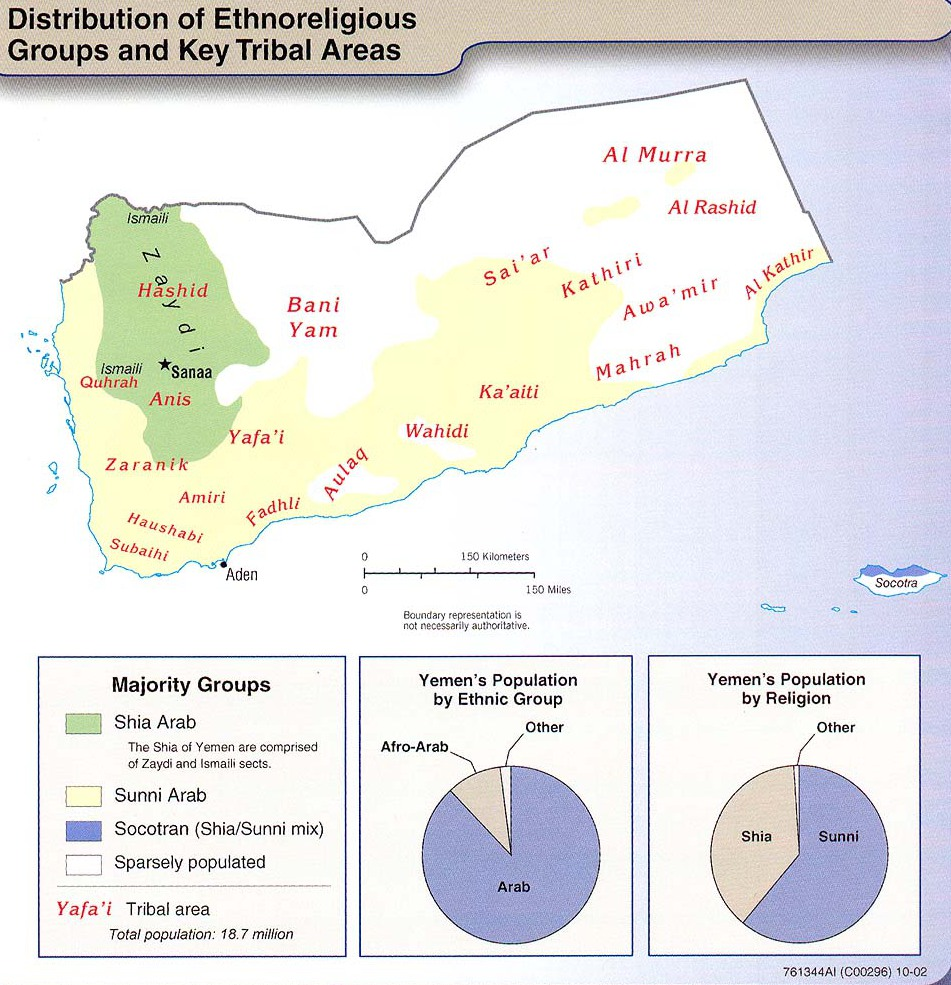
イエメンの民族・宗教グループの地図(2002年)

フーシ派の運動は、ヒズボラを模倣した、宗教的、イエメン民族主義者、そして大きなテントのポピュリスト教義との混合イデオロギーに従っている。部外者らは、フーシ派の政治的見解は曖昧で矛盾していることが多く、スローガンの多くは彼らの目的を正確に反映していないと主張している。専門家のバーナード・ヘイケルによれば、この運動の創始者フセイン・アル・フーシはさまざまな宗教的伝統や政治的イデオロギーの影響を受けており、彼やその支持者を既存のカテゴリーに当てはめることは困難であったと述べた。フーシ派は自らを国家的抵抗勢力として外部からの侵略や影響から全イエメン人を守り、汚職、混乱、過激主義に対する擁護者、そして疎外された部族集団やザイド派の利益の代表者として描いてきた。
ヘイケルは、フーシ派の運動には2つの中心的な宗教イデオロギー的教義があると主張する。1つ目は「クルアーンの道」で、クルアーンは解釈を許さず、イスラム社会を改善するために必要なすべてが含まれているという信念を包含している。2つ目は、アフル・アル・バイト（預言者の子孫）の統治する絶対的な神聖な権利に対する信仰であり、これはザイド派の原理主義派であるジャールード派に起因するとされる信仰である。
このグループはまた、汚職や政府補助金の削減に対する国民の不満を利用してきた。2015年2月にニューズウィークが報じたところによると、フーシ派は「すべてのイエメン人が切望しているもの、つまり政府の責任、汚職の終焉、定期的な公共事業、公正な燃料価格、一般のイエメン人の雇用機会、そして西側諸国の終焉」のために戦っているという。フーシ運動は同盟関係を築く上で日和見主義的であり、後に米国など後に敵と宣言した国々と同盟を結ぶこともあった。

### 宗教
一般にフーシ派はその信念体系を、ほぼイエメンにのみ存在するイスラム教の一派であるザイド派に集中させている。ザイド派は人口の約25パーセントを占め、スンナ派は75パーセントを占める。ザイド派主導の政府は、1962 年までの1,000 年間イエメンを統治し出来た歴史がある。フーシ派運動は、その創設以来、イエメンにおけるザイド派復興主義の擁護者としてしばしば行動してきた。

「ああ、信じる者よ、神の支持者になりなさい」と書かれたフーシ派運動のカリグラフィーのロゴ（コーラン 61:14）フーシ派運動では宗教的動機が重要な役割を果たしているが、どの程度かについては議論がある。

フーシ派は自分たちの闘争を宗教的な観点から組み立て、ザイド派のルーツを非常に重視しているが、フーシ派はザイド派だけのグループではない。実際に彼らは、ザイド派関連の問題にのみ関心があるとされる派閥として他者が描写することを拒否している。彼らは古いザイド派イマームの復活を公には主張していないが、アナリストらは将来的に復活を計画している可能性があると主張している。ほとんどのイエメン人は古いイマームに対して低い評価を持っており、フセイン・アル・フーシもイマームの復活を主張しなかった。その代わりに、彼は「世界の普遍的指導者」として行動する預言者の子孫である個人である「指導的猊下」（アラム・アル・フダー）を提案したが、この地位の特権や任命方法については決して定義しなかった。
このフーシ派運動はまた、スンナ派イスラム教徒を採用し、同盟を結んでいる。研究者のアハメド・ナギによれば、「イスラム教徒の団結、預言者の血統、汚職への反対など、フーシ派のイデオロギーのいくつかのテーマにより、フーシ派の動員が可能になった」また、「北部のザイド派だけでなく、主にシャーフィイー派地域の住民も同様である」。しかし、フーシ派はスンナ派のイスラム教徒も差別しており、スンナ派のモスクを閉鎖し、フーシ派支配地域では主にザイド派を指導的地位に据えていることが知られている。フーシ派はアリー・アブドッラー・サーレハ元大統領殺害後、スンナ派部族の間で大きな支持を失ったとされている。
ザイド派信徒の多くもまた、フーシ派をイランの代理であり、フーシ派によるザイド派復興主義の形態は「イエメン北部にシーア派支配を確立する」試みであると考えており、フーシ派に反対している。さらに、ヘイケルは、フーシ派は「（ザイド主義の）教義の高度に政治化された、革命的で、意図的に単純化された、さらには原始主義的な解釈」に従っていると主張した。彼らのイスラム観は主にフセイン・アル・フーシの教えに基づいており、その教えは彼の死後に『マラジム（束縛） 』というタイトルの本にまとめられ、フーシ派はこの著作を古いザイド派の神学的伝統よりも重要なものとして扱い、結果として既成のザイド派との度重なる論争を引き起こした。
マラジムは、ホメイニズムやムスリム同胞団などの革命的なスンナ派イスラム主義運動など、さまざまな宗教的およびイデオロギー的な影響を反映している。フセイン・アル・フーシは、「最後の模範的な」ザイド派学者兼指導者はアル＝ハーディー・イラー・アル＝ハック・ヤフヤーであると信じていた。その後、ザイド派のイマームは本来のイスラム教の形態から逸脱したものとみなされていた。フーシ派の「クルアーンの道」への信念には、タフスィール（コーラン解釈）を派生的で分裂を招くものとして拒否することも含まれており、これは彼らがザイド派を含むほとんどの既存のイスラム神学および法学派に対して低い評価を持っていることを意味している。サナアに拠点を置く伝統主義者たちとしばしば衝突する。
フーシ派は、自分たちの行動はイエメンにおけるサラフィー主義の拡大とされるものと闘い、差別から自分たちのコミュニティを守るためであると主張している。フーシ派運動が台頭する前の数年間、国家の支援を受けたサラフィー主義派はザイド派に嫌がらせをし、イエメンのザイド派の拠点を破壊していた。2014年に権力を掌握した後、フーシ派は結果的にサアダ県のサラフィー主義派コミュニティを「粉砕」し、その支配下にある地域のアルカーイダの存在をほぼ排除した。フーシ派はアルカーイダを「サラフィー・ジハード主義者」、したがって「不倶戴天の敵」とみなしている。一方、2014年から2019年にかけて、フーシ派指導部はサラフィー主義派コミュニティと複数の共存協定を結んだ。シーア派とサラフィー主義派の和解を追求している。イエメン政府は、フーシ派がアルカーイダと協力してイエメン南部の支配を弱体化させていると度々非難してきた。

### ガバナンス
一般に、フーシ派の政治イデオロギーは、「フサイン政権下の宗教色の強い動員と活動主義」から、現在の指導者アブドゥルマリク政権下のより自己主張的で政治家的な発言へと徐々に移行している。フーシ派は主にザイド派の北部諸部族から強力な支持を受けており、共和主義に反対する部族主義または君主主義派としてしばしば描写されてきた。いずれにしても、彼らは伝統的な拠点の外で多くの人々を自分たちの目的に結集させることに成功し、主要な国家主義勢力となった。
2004年にイエメン政府とフーシ派の間で初めて武力紛争が勃発したとき、アリー・アブドッラー・サーレハ大統領は、フーシ派と他のイスラム野党が政府と共和制体制を転覆させようとしていると非難した。しかし、フーシ派指導者らは、大統領や共和制を決して否定したことはなく、自分たちのコミュニティに対する政府の攻撃から身を守っているだけだと主張し、この非難を拒否した。2014年にイエメン北部を占領した後も、フーシ派は共和主義にこだわり続け、共和国の祝日を祝い続けた。フーシ派は、イエメンの危機を解決するためにイエメンを連邦に変えるか、完全に独立した2つの国に分離する可能性についてあいまいな立場をとっている。これらの計画自体に反対しているわけではないが、彼らの目から見て北部部族を政治的に疎外するような計画は拒否している。
一方、彼らの反対派は、フーシ派がザイド派の宗教法を制定することを望んでおり、それが政府を不安定にし、反米感情を煽っていると主張している 。対照的に、元フーシ派報道官のハッサン・アル・ホムラン氏は、「アンサール・アッラーはイエメンにおける市民国家の樹立を支持している。我々は努力する現代民主主義を構築したい。我々の目標は国民の民主主義への願望を実現することである」と述べた(アラブの春)。イエメン・タイムズとのインタビューで、フーシ派内部関係者のフセイン・アル・ブハーリは、フーシ派が好む政治制度は、女性も政治的地位に就くことができる選挙のある共和制であり、彼らは聖職者の組織を形成しようとはしていない、と述べた。 「シャーフィイー学派（スンニ派）教義の信者の数がザイド派より多いため、この制度をイエメンに適用することはできない」ため、イラン・イスラム共和国をモデルに政府を主導した。2018年、フーシ派指導部はテクノクラートで構成される無党派の暫定政府の設立を提案した。
イランの最高指導者アリー・ハーメネイー師の国際問題顧問アリーアクバル・ヴェラーヤティー氏は2014年10月に「レバノンのテロリスト撲滅においてヒズボラが担ったのと同じ役割をアンサール・アッラーがイエメンでも担うことを期待している」と述べた。ムハンマド・アリ・アル・フーシは、トランプが仲介したイスラエルとアラブ首長国連邦の間のアブラハム合意を、パレスチナ人と汎アラブ主義の大義に対する「裏切り」であると批判した。

## 組織
アル・フーシ家とフーシ運動との間には違いがある。この運動は反対派や海外メディアから「フーシ派」と呼ばれた。この名前は、2004 年に亡くなった運動の初期指導者であるフセイン・アル・フーシの姓に由来している。
フーシ派の専門家アハメド・アル・バーリによると、2010年までにフーシ派には武装戦闘員と非武装の支持者を含めて合計10万人から12万人の信者がいたという。2015年の時点で、このグループは従来の人口統計以外から新たな支持者を獲得していると報告されている。
2023年12月6日に更新された米国CIAの情報によると、2022年時点のフーシ派の軍事および治安要員の数を、情報は限られており様々であると前置きしつつも、最大で200,000人と評価している。また2022年の情報を反映した2023年版ミリタリーバランスよると、フーシ派部族を含む反乱部隊の数を20,000人と見積もっている 。

## 最高指導部
- フセイン・バドルッディーン・フーシ - フーシ派の創設者　(2004年に殺害)
- アブドルマリク・フーシ - フーシ派の現在の最高指導者
- ヤフヤ・アル＝フーシ - 文部大臣
- アブドゥルカリーム・バドルッディーン・アル＝フーシ – 上級司令官
- バドルッディーン・アル＝フーシ – 精神的指導者（2010年に病死）
- アブドッラー・アッ＝ルザーミー – 元軍司令官
- アブ・アリ・アブドッラー・アルハケム・アル・フーシ – 軍司令官
- サーレハ・ハブラ – 政治指導者
- ファーレス・マナーア– フーシ派が任命したサアダ県知事および元サーレハ大統領委員会委員長

## イエメンのフーシ派支配地域と恐怖支配

### 支配地域
フーシ派は北イエメンの大部分に対して事実上の権限を行使している。2020年4月28日現在、マアリブ県を除く北イエメン全土を実効支配している。

### 恐怖支配
2009年に流出した米国大使館公電によると、フーシ派は支配地域に裁判所と刑務所を設置したと伝えられている。彼らは地元住民に独自の法律を課し、みかじめ料を要求し、処刑を命令するなど荒々しい正義を執行している。AP通信のアフマド・アルハジ記者は、フーシ派は有力首長の恣意的で横暴な権力を制限しながら、イエメン政府が長らく無視してきた地域に治安を提供することで人々の心を掴んでいると主張した。市民民主財団によると、フーシ派は部族間の紛争解決に貢献し、彼らが支配する地域での報復殺人の数を減らしているという。米国大使は、フーシ派が地元の紛争を仲裁する役割を果たしていると説明する報道がなされている可能性が高いと信じていた。

## 越境攻撃

### 弾道ミサイルの発射
2017年11月以降、複数回にわたり周辺国へ弾道ミサイルを発射した。サウジアラビアに向けたとして少なくとも2度発射。1度目はキング・ハーリド国際空港を狙い、2度目はサウジ南西部のハミース・ムシャイトに向けていたものとなったが、いずれも標的には命中せず、サウジアラビア政府はミサイルを撃墜したと発表した。アラブ首長国連邦に向けては、同国西部で建設中のバラカ原子力発電所に向けて弾道ミサイルを発射。フーシ側は、「標的に命中させた」と主張するもののアラブ首長国連邦は、目標に到達しておらず発射の情報は虚偽と否定している。
フーシは、独力で生産・保有する弾道ミサイルを「ブルカーンH2」と命名して運用しているが、過去に発射した弾道ミサイルの残骸からイラン製弾道ミサイル「ギヤーム1」の部品と同じものが発見されたと報告されている。また、巡航ミサイルについても、公表されたビデオから観察できるミサイルの外見はイラン製の地対地巡航ミサイル「スーマール」（ロシア製巡航ミサイルKh-55を改造したもの）と酷似しており、イランの影響力を示唆するものとなっている。2017年12月14日、アメリカのニッキー・ヘイリー国連大使は、イランが武器を供給している具体的な証拠としてフーシが発射した弾道ミサイルの残骸を提示。武器の供給時期は不明としながらも、イランによる武器の供給が国連安保理決議の違反だと指摘している。

### 無人機による攻撃
2021年2月10日、フーシはサウジアラビアのアブハー空港滑走路で民間航空機を無人機を使い攻撃。爆発させて機体に穴をあけた。サウジアラビアは民間機に対するテロ攻撃だとして非難したが、フーシ側は民間機ではなく軍用機だと主張した。
2022年1月18日、アラブ首長国連邦首都、アブダビでタンクローリーなどを狙ったドローン攻撃を敢行。その後に攻撃声明を発表した。
2024年7月19日、イスラエルのテルアビブに無人機による攻撃を実施。翌日以降、イスラエルによるフダイダの港などが報復爆撃にさらされた。

### 巡航ミサイルによる攻撃
2023年10月19日、アメリカ国防総省のライダー報道官は、フーシが発射した3発の巡航ミサイル並びに複数のドローンを紅海北部でアメリカ海軍のミサイル駆逐艦カーニーが撃墜したと明らかにした。ライダー報道官は「標的がなにかはっきりとは言えないが、紅海を北上し、イスラエルに向かっていた可能性がある」と述べた。

## アメリカの対フーシ行動
2021年1月19日、当時のアメリカ合衆国大統領ドナルド・トランプは退任間際、親イラン組織であることを理由にフーシをテロ組織に指定した。しかしながら直後に発足したジョー・バイデン政権は、テロ組織指定により物質支援などが制限され、国際連合による和平仲介や人道支援活動への悪影響が出ると問題視。1カ月もたたない2月16日付でフーシ派のテロ組織指定を解除することを発表した。ただしブリンケン国務長官は、指導者ら個人への制裁は継続するとともにフーシ派の行動を変えるよう圧力をかけ続けるとしている。
2022年頃から、中東に展開するアメリカ中央軍は、イランからフーシに向けた軍事支援物資の輸送について関心を払っており、複数の船舶を臨検して多数のアサルトライフルや弾薬などを押収している。2023年、アメリカは押収した武器や弾薬を、ロシアと戦うウクライナに供給することを発表した。
2023年パレスチナ・イスラエル戦争が始まると、フーシはイスラエルに関係する船舶に攻撃を行うことを表明。紅海上で船舶の拿捕や攻撃を開始した。これに対してアメリカは同年12月18日、「繁栄の守護者作戦」と称して、アメリカと有志国（イギリス、バーレーン、カナダ、フランス、イタリア、オランダ、ノルウェー、セーシェル、スペインなど）による多国籍部隊で紅海の巡回を開始することを発表した。
2024年1月12日、アメリカ、イギリス両国はフーシ派による度重なる海賊行為に対し武力行使を行うと発表した。アメリカ海軍の航空母艦ドワイト・D・アイゼンハワーからF/A-18スーパーホーネットが、イギリス空軍がタイフーンを使用し、フーシ派への空爆を開始した(2024年のイエメンへのミサイル攻撃) 。さらに同年10月16日夜には、ステルス爆撃機B-2を使い、地下施設を含む兵器の保管施設を爆撃した。
2025年1月22日、大統領に再就任したトランプはフーシを再度テロ組織に指定する大統領令に署名。国務長官に対して、他国と協議した上で30日以内にフーシのテロ組織再指定を勧告するよう命じた。

## 軍事

### 地上部隊
2004年の戦闘の開始時、フーシ派の武器はイエメンの部族が通常所有していたAK-47 、RPK、 手榴弾 、RPGなどが中心であったが、イエメン内戦後、フーシ派はM2ブローニングに加えて、 無反動ライフル、M252、軽対空砲などを入手した。2009年のサウジアラビアとの衝突後に鹵獲した多数のM-113、 T-55 、軽装甲ハンビー。イエメン軍のMi-8ヘリコプターは、フーシ派が地対空ミサイルを持っていないため、地対空ミサイルではなく小火器で撃墜された。イエメン政府とその同盟国は、フーシ派がイランとの関係の証拠としてカチューシャを所持していると主張したが、それらのミサイルで彼らを爆撃していたのはイエメン軍であった。

2012年3月の支配領域

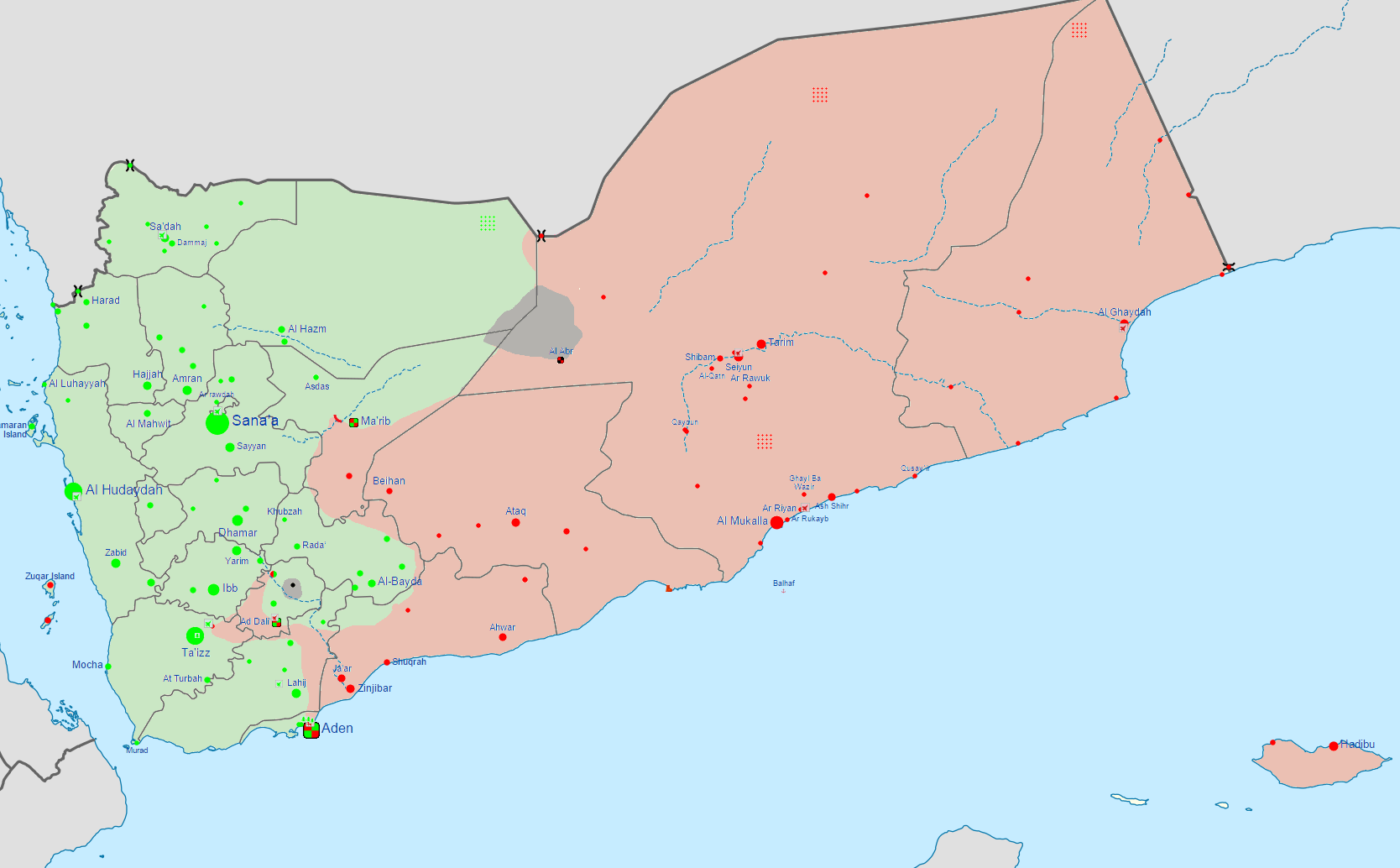
2015年3月の支配領域

2015年後半にフーシ派はアルマシラテレビで短距離弾道ミサイル「カヘル1」の現地生産を発表した。2017年5月19日にサウジアラビア軍は、サウジアラビアの首都で最大の都市リヤドの南の無人地域を標的としてフーシ派が発射した弾道ミサイルを迎撃したと発表した。フーシ派民兵組織はイエメン軍から数十台の戦車と大量の重火器を鹵獲した。
2019年6月、サウジアラビア主導連合は、フーシ派がこれまでの反乱中に226発の弾道ミサイルを発射したと発表した。
2019年のアブカイク・クライス攻撃では、 2019年9月14日にサウジアラビア東部のアブカイクとクライスにあるサウジアラムコの石油加工施設が標的となった。フーシ派は犯行声明を出したが、アメリカはこの攻撃の背後にはイランがいると主張している。イランのハサン・ロウハーニー大統領は、「イエメン国民は正当な防衛権を行使している…今回の攻撃は長年にわたるイエメンへの侵略に対する相互反応だった」と述べた。

### 武器の入手方法
イエメン北部ではほとんどの家や部族が武器を保有しているため、特に山岳地帯、砂漠、田舎の部族や住民の間で武器が広く入手可能となっており、部族は対空砲や重火器、軽火器を所持しており、あらゆる種類の武器が入手可能であるとされている。フーシ派の首都サナアなどの都市の住民については、サナアでの武器の移動を制限する法律が制定されている。
フーシ派が保有している兵器の主な供給源は3つ存在している。
- 武器商人からの購入
- フーシ派の同盟組織からの提供
- イエメン軍からの横流しや拿捕等

フーシ派は最初の2ラウンドの戦闘でアル・タル市場やマリブの武器市場から武器を入手していたが、多くの武器商人はフーシ派がザイド派であるという理由で、あるいはフーシ派に同情して武器を供給していた。彼らは多くの過激派と部族的に関係があり、あるいは自分たちの地域を襲った破壊に対する軍からの報復として活動している。もう一つの理由は、このような状況や状況では武器貿易が盛んになるという事実である、多くの武器商人はこの紛争を純粋に物質主義的な観点から見ており、一部の武器を禁止し、武器の価格を引き上げるために市場を閉鎖するという政府の取り組みから利益さえ得ていた。一部の商人は紛争が短期間で済むと考え、短期間に大量の武器を販売した。沿岸警備隊を発展させるためのアメリカ人との協力により、商人の密輸能力はわずかではあるが制限された。第二次世界大戦後、フーシ派の武器商人への依存はいくらか減り、物資を確保するために部族間の関係に頼った。
最初は、フーシ派の階級に戦闘部族がおり、彼らは独自の武器庫を持っていた。また、追加の軍隊として政府によって採用された部族がおり、彼らは政府から配布された武器に加えて独自の商店を持っている。これらの部族は、前述の理由により、戦場で一方の勢力から別の勢力へと忠誠心を非常にすぐに変えます。彼らの武器と政府から提供された武器はフーシ派の手に渡る。援助関係者らによると、政府とフーシ派はいずれも、イデオロギー的な接近を通じて説得するか、相手方に参加すれば報復すると脅すなどして、この地域の部族首長らに参加を求めているという。この状況は、運動に武器と戦闘機を供給することを意味し、フーシ派が武器供給不足に直面するのを防ぐことになる。
フーシ派兵器の第三の供給源はイエメン軍そのものである。この現象の背後には多くの理由があるが、最も顕著なのは、軍組織内のアリ・モフセン・アル＝アフマルに代表されるワッハーブ派/サラフィー派の影響に対して軍内の部隊の範囲が狭いこと、兵士が受け取る給与が少ないこと、そして国家公務員の搾取である。紛争の進行段階、特に第5次世界大戦中、支配権力中枢がその一部を清算しようとしたが、イエメンには2つの軍が存在することもあり、一方の軍はアリー・アブドッラー・サーレハに忠誠を誓い、もう一方の軍はアリ・モフセン・アル＝アフマルに忠実であり、この分割の理由は複数あります。イエメン軍の兵士の給料は非常に少なく、兵士の給料だけでは自分と家族のまともな生活の基礎を確保するのに十分ではない。フーシ派との対決中に武器を「失った」兵士の数、彼らは武器を「失った」のではなく、武器と引き換えに売り払った。
より多くの武器のコレクションは野戦指揮官や財務担当官自身から来ており、彼らは政府の武器店を強盗し、仲介業者を通じてフーシ派を含むさまざまな政党に販売している。多数の財務当局者がこれらの仲介業者に武器を積んだ護送船団の通過のタイミングとそのルートについて伝えており、これらの仲介業者はその情報をフーシ派武装勢力に伝えて強盗を行った。この理由の一つは、傭兵として採用されたハンバリ分子の中にこれらの将校がいないことと、彼らが軍組織に対する全般的な影響力を持っていることである。イエメン軍に関連する最後の情報源は、紛争のさまざまな時期、特に第4次戦争と第5次戦争で武装勢力が多くの軍メンバーを包囲して捕らえた後に押収した「戦利品」である。

### 海上部隊
イエメン内戦の過程で、フーシ派は敵の海軍と戦う戦術を開発した。当初、フーシ派の対艦作戦は単純なもので、海岸近くの船舶にロケットランチャーを発射する程度に限られていた。 2015年の港湾都市アデンを確保するための戦いで、イエメン海軍はすべてのミサイル搭載艦艇を含めて大部分が破壊されたが、多数の小型哨戒艇、上陸用舟艇、Mi-14 および Ka-28 対潜ヘリコプターなどは生き残った。2015年のサウジ主導のイエメン介入の際、空襲で大部分が破壊されたため、フーシ派の管理下にあったのは短期間だった。その結果、フーシ派は陸上に保管された対艦ミサイルを残されたが、発射装置はなく、小型巡視船が数隻あった。これらは、地元で製造された多数の小型船舶やその他の船舶とともに、新しい海軍能力の基礎を形成することとなった。
2015年にフーシ派がイエメンを占領した直後、イランはフーシ派の海軍能力の強化を図り、追加の対艦ミサイルを提供し、車両に搭載することで生存性を高め、フーシ派、ひいてはイランが紅海沿岸で有志連合の船舶を迎撃できるようにした。イランはまた、エリトリア沖に定期貨物船を装ったサビズ諜報船を停泊させ、フーシ派に連合軍の船舶の動向に関する情報と最新情報を提供した。サビズ号は、2021年4月にイスラエルのカサガイ地雷攻撃で損傷するまでこの任務に就き、その後ベシャド号に置き換えられた。ベシャド号はサビズ号と同様、貨物船をベースとしている。
一方、イエメンでは、フーシ派がおそらくイラン技術者の支援を得て、2010年代初頭にUAEからイエメン沿岸警備隊に寄贈された長さ10メートルの哨戒艇多数をWBIED（水中即席爆発装置）に改造した。2017年、そのうちの1隻がサウジアラビアのフリゲート艦アル・マディーナの攻撃に使用された。それ以来、さらに3種類の WBIED、Tawfan-1、Tawfan-2、および Tawfan-3 が建造された。また、15種類の機雷も生産された。これらは紅海への配備が増えているが、海軍艦艇に対してはまだ成功していない。イランによる射程120kmのヌールおよび射程200kmのカデル対艦ミサイル、射程300kmのハリジ・ファルス対艦ミサイル、およびファジル-4CLおよび「アル・バハル・アル・アフマル」対艦ロケットの納入が公開された。 2022年のフーシ派のパレード中のこれは、おそらく最も重要な支持の拡大だった。これらは長距離、低コスト、高機動性とさまざまなタイプの誘導を組み合わせて、フーシ派海軍に適した兵器を製作している。
フーシ派のASBM兵器はまだテストされていないが、フーシ派海軍は対艦ミサイルで顕著な成功を収めている。2016年10月1日に陸上砲台から発射された1発のC-801/C-802 A対艦ミサイルでUAE海軍のHSV-2スウィフトハイブリッド双胴船を攻撃することに成功した 。船は何とか浮いていたものの、損傷がひどく、退役せざるを得なくなった。その後、アメリカ海軍は輸送が衰えることなく継続できるよう、駆逐艦2隻と水陸両用輸送ドックをその地域に派遣した。その後、これらの船舶は3回に分けて 対艦ミサイルによる攻撃を受けたが、損害はなかった。
これらの攻撃は、イエメン周辺海域の船舶を脅かすフーシ派の能力が限られていることを示したものの、フーシ派によってもたらされる脅威はその後大幅に進化した。広範囲を迎撃してカバーするのが難しいことで知られるさまざまな対艦弾道ミサイルやロケット弾を装備しているため、アラブ首長国連邦、サウジアラビア、米国の海軍との次の海上衝突では、まったく異なる結果になります。フーシ派はまた、紅海の商船に対して大量の徘徊兵器を使用することをほのめかしており、これはペルシャ湾における最近のイランの戦術に似た戦術である。
哨戒艇には対戦車誘導ミサイルが装備され、約 30 か所の沿岸監視所が設置され、偽装「スパイダウ」が建造され、停泊中の船舶の海上レーダーは攻撃のための照準ソリューションを作成するために使用された。フーシ派の海軍工廠の最も注目すべき特徴の1 つは、爆発物を積んで敵の軍艦に体当たりする遠隔操作の無人ボートでした。このうち、シャーク 33 自爆型無人ボートは、旧イエメン沿岸警備隊の巡視船として誕生しました。さらに、フーシ派はズカール島とバワルディ島で戦闘ダイバーの訓練を開始した。

### 装備
フーシ派部隊は主にイエメン政府軍から押収した武器で武装している。彼らはイランから軍事装備品を受け取ったとも報告されている。
フーシ派部隊が保有しているとみられる装備は以下の通り。
戦車
- T-55
- T-72

歩兵戦闘車
- BMP-2
- BTR-80A

装甲兵員輸送車
- BTR-40
- BTR-60

装甲汎用車
- M-ATV

ロケット砲
- BM-21
- バドル（英語版）
- ファラグ（英語版）

対戦車ミサイル（ATM/MANPATS）
- 9K111-1
- 9K115
- デフラーヴィーエ（英語版）
- トゥーファン

無反動砲
- B-10

準中距離弾道ミサイル（MRBM）
- ヘイバル・シェカン（英語版）

短距離弾道ミサイル（SRBM）
- ブルカーン2H（英語版）
- ブルカーン3（英語版）
- ファテフ110
- ハリージェ・ファールス（英語版）（ASBM）

地上発射型巡航ミサイル（GLCM）
- クドゥス1（英語版）
- クドゥス2
- クドゥス3

対艦ミサイル
- C-801
- C-802

回転翼機
- Mi-17
- Mi-8

無人航空機
- サンマード1（英語版）

徘徊自爆型無人航空機
- カセフ1（英語版）
- カセフ2K
- サンマード2（英語版）
- サンマード3
- シャヘド136

地対空ミサイル
- 358ミサイル（英語版）
- 9K32

### 部隊
米国CIAはフーシ派部隊について、2023年時点で地上部隊、航空宇宙部隊（航空部隊, ミサイル部隊）、海上/沿岸防衛部隊、大統領警護部隊、特殊作戦部隊、国内治安部隊、および民兵/部族補助部隊で構成され、戦闘、大統領警護、特殊部隊、および部族/民兵/準軍事などの旅団および独立大隊を部隊単位としていると分析している。2022年時点の情報を反映した2023年版ミリタリーバランスはフーシ派部隊について最大で20個の旅団から成ると見積もっている。フーシ派は無人機部隊、ミサイル部隊、海上部隊（機雷、ミサイル、複数の小型艇を保有する）も持っている。イランはフーシ派に軍事的および政治的支援を提供してきた。フーシ派が紅海とアデン湾で国際民間船舶に対して攻撃を開始したため、2024年1月米国政府はフーシ派を「特別指定グローバルテロリスト組織」に指定した。

## 名称

### 正式名称

#### 旧正式名称
اَلشَّبَابُ الْمُؤْمِنُ
分かち書き表記：al-Shabāb al-Muʾmin, アッ＝シャバーブ・アル＝ムウミン
実際の文語アラビア語発音（非休止形・主格）：ʾas-shabābu-l-muʾminu, アッ＝シャバーブ・ル＝ムウミヌ（実際にはムゥミヌとムッミヌを混ぜたような発音）
実際のアラビア語休止形発音：ʾas-shabābu-l-muʾmin, アッ＝シャバーブ・ル＝ムウミン（学術的なカタカナ表記の標準はムウミンだが、実際にはムゥミンとムッミンを混ぜたような発音）
意味：信仰する若者（たち）
- ال（al-, アル＝）：【定冠詞】アラビア語の定冠詞で、英語のtheに相当。後続する子音「sh（ش）」が同化した場合は「アッ」に変化する。
- شباب（shabāb, シャバーブ）：【名詞】青年期；（集合名詞的に）若者（たち）
- مؤمن（muʾmin, ムウミン(実際にはムゥミンとムッミンを混ぜたような発音)）：【動詞派生形第4形・能動分詞】信仰している（者）、信心ある（者）

#### 現正式名称
أَنْصَارُ ٱللهِ
分かち書き表記：Anṣār Allāh, アンサール・アッラー
実際のアラビア語休止形発音：ʾanṣāru-llāh, アンサール・ッラーフ（とアンサール・ッラーハを混ぜたような発音）
実際の日常会話での簡略化アラビア語発音：ʾanṣāru-llā, アンサール・ッラー
意味：神の支持者たち、アッラーの支持者たち
特定一族による運動という印象を避ける意味から、当事者らはこの名称を公式名称として好んで使用している。

### 通称
当事者以外の勢力やメディアなどによる呼称として定着したもので、日本ではこちらの名称で知られている。公式名称「アンサール・アッラー」ではない非公式名称であり、蔑称と形容されるなどしているものであるが、アラブ各国ならびに諸外国において以下の通称が広く用いられている。

#### 単数形

##### 発音と意味
اَلْحُوِثِيُّ
一般的ラテン文字転写：al-Ḥūthī, アル＝フースィー
実際の文語アラビア語発音（非休止形・主格）：ʾal-ḥūthīyu（＝ʾal-ḥūthiyyu）, アル＝フースィーユ
実際の文語アラビア語発音（休止形）：ʾal-ḥūthīy（＝ʾal-ḥūthiyy）, アル＝フースィーィ
実際の日常会話での簡略化アラビア語発音：ʾal-ḥūthī, アル＝フースィー
語末長母音の短母音化を伴う口語的発音：ʾal-ḥūthi, アル＝フースィ
現地口語的発音：ʾal-ḥōthī（アル＝ホースィー）、ʾal-ḥōthi（アル＝ホースィ）
意味：【形容詞として（フルネームに含まれる時）】フース出身の；フースィー族出身の【名詞として（単体で集団名として使う時）】フース出身者；フースィー族出身者【部族名として】（アル＝）フースィー族
- ال（al-, アル＝）：【定冠詞】アラビア語の定冠詞で、英語のtheに相当。
- حُوثِيٌّ（ḥūthī(yun)（＝ḥūthiy(yun)）, フースィー(ユン)）：【単数・名詞/形容詞】ニスバ、ニスバ形容詞、関連形容詞などと呼ばれるもので、出身地などの名称にニスバ語尾と呼ばれるيّ（yy）を付したもの。指導者一族のルーツである حُوث（Ḥūth, フース）出身者であることを示す出自表示。

元は「フース出身の；フースィー族出身の」「フース出身者；フースィー族出身者；フースィー家、フースィー一族」という意味の語だが、具体的には当組織設立者の父であり精神的指導者でもあったバドルッディーン・アル＝フースィー（بدر الدين الحوثي, Badr al-Dīn al-Ḥūthī、当ページでの表記：バドルッディーン・フーシ）と設立者だった息子フサイン・バドルッディーン・アル＝フースィー（حسين بدر الدين الحوثي, 文語発音：Ḥusayn Badr al-Dīn al-Ḥūthī, 口語発音例：フセイン・バドレッディーン・アル＝フースィー、Wikipedia表記：フセイン・バドルッディーン・フーシ）のラストネームに当たる出自表示部分を組織の通称としたものである。
これは指導者一族が حُوث（Ḥūth, フース）出身者であることを示す出自表示だが、フース自体はイエメンに古くからあった地名であり、かつてそこに住んでいたハムダーン（هَمْدَان, Hamdān）系アラブ人部族の男性のファーストネーム حُوث（Ḥūth, フース）にちなんで命名された地名だったとされている。
彼を父祖とする一族はイエメン北部に分布。父祖となった حُوث（Ḥūth, フース）の名をニスバ化した اَلْحُوِثِيُّ（al-Ḥūthī, アル＝フースィー）をラストネームとして名乗るようになり、アラビア語で قَبِيلَة الْحُوثِيّ（Qabīlat al-Ḥūthī, カビーラト・アル＝フースィー）すなわち「（アル＝）フースィー族」「（アル＝）フースィー一族」「（アル＝）フースィー部族」や قَبِيلَة آلِ حُوثِيّ（Qabīlat Āl Ḥūthī, カビーラト・アール・フースィー,「フースィー家一族」の意）などと呼ばれるようになった。

##### 「フースィー」と「ハウスィー」
また歴史家を始めとする専門家らによって人名・地名 حُوث（Ḥūth, フース）は長母音ūを付加した発音「حُوث（ḥūth, フース）」と読むべき固有名詞であることが明記されているが、それを基に作られたフースィー（フーシ）家という家名、フースィー（フーシ）派名称の現代における発音に関しては、短母音aの付加と子音و（w）の無母音化による二重母音aw（発音としてはau）として اَلْحَوْثِيّ（al-Ḥawthī ないしは al-Ḥauthī, アル＝ハウスィー）とする誤読が慣用的な形でアラブ圏には存在。
父祖となったイエメン人の男性名とは別にアラビア語には「حوث」とつづる一般名詞（普通名詞）があるが、そちらは حَوْث（ḥawth ないしは ḥauth, ハウス, 「肝臓；肝臓とその周辺」の意）と発音されることもあり、「アル＝ハウスィーという発音が正しい」と考え「アル＝フースィー」を「アル＝ハウスィー」と敢えて読んでいる者もいる状況である。
そこからその口語発音であるアル＝ホウスィー（al-Ḥouthī）、アル＝ホースィー（al-Ḥōthī）、アル＝ホウスィ（al-Ḥouthi）、アル＝ホースィ（al-Ḥōthi）が派生。当組織名の場合直前の ح（ḥ）音が喉を使う子音であること、上の誤読がしばしば聞かれることなどから、イエメン国内のメディアでは文語アラビア語（フスハー）によるニュース番組等であってもアル＝フースィーではなくアル＝ホースィーのように聞こえることがある。これがカタカナ表記でホーシー、ホーシ、ホシといった揺れが併存している原因ともなっている。

#### 複数形
【文語アラビア語 - 主格】
اَلْحُوثِيُّونَ
一般的ラテン文字転写：al-Ḥūthīyūn, アル＝フースィーユーン
実際の文語アラビア語発音（非休止形・主格）：ʾal-ḥūthīyūna（＝ʾal-ḥūthiyyūna）, アル＝フースィーユーナ
実際の文語アラビア語発音（休止形）：ʾal-ḥūthīyūn（＝ʾal-ḥūthiyyūn）, アル＝フースィーユーン
意味：【形容詞として・複数形・主格】フース出身の；フースィー族出身の【名詞として（単体で集団名として使う時）・複数形・主格】フース出身者たち；フースィー族出身者たち
【文語アラビア語 - 属格、対格】【口語アラビア語 - 主格、属格、対格】
アラビア語文の場合は文中における格に応じて下の属格形・対格形の語形も併用されている。また口語アラビア語では上の主格形は用いられず、主格・属格・対格全てにおいて下の語形となる。
اَلْحُوثِيِّينَ
実際の文語アラビア語発音（非休止形・属格/対格）：ʾal-ḥūthīyīna（＝ʾal-ḥūthiyyīna）, アル＝フースィーイーナ
実際の文語アラビア語発音（休止形・属格/対格）、口語的発音：ʾal-ḥūthīyīn（＝ʾal-ḥūthiyyīn）, アル＝フースィーイーン
意味：【形容詞として・複数形・属格/対格】フース出身の；フースィー族出身の【名詞として（単体で集団名として使う時）・複数形・属格/対格】フース出身者たち；フースィー族出身者たち

### 英字表記例
ポピュラーな英字表記：Houthi
発音：/ˈhuːθi/（フースィ）
Houthi movement：フースィー運動
Houthis：【成員らを指す複数形として】フースィー派ら
アラブ人名の英字表記に含まれる「ou」はたいていの場合「オウ」や「オー」ではなく「ウ」もしくは「ウー」を意図している当て字である。そのため英語圏では「Houthi」というつづりに /ˈhuːθi/（フースィ）という発音が対応している形となっている。

### 日本語カタカナ表記と表記揺れ
学術的カタカナ表記では英語のthankやthinkにおける「th」の音と同じ「θ」にはサ、スィ、スが当てられること、定冠詞アルは組織名などから除去されることから文語アラビア語発音に即した表記としてはフースィー、一部口語的発音に即した表記としてはホースィーとなる。
しかしながらそのようなカタカナ表記の使用は日本全体での一般的表記総数に比べれば少なく、日本語カタカナ表記で外国語由来名称のthi音がスィではなくshi（シ）に置き換わることからフーシー、ホーシー、さらにはメディア等の慣用表記は文字数削減他の理由から原語に含まれる長母音「ー」を除去する慣例があることから口語アラビア語同様語末の長母音が除去されたフーシ、ホーシ、そして全ての長母音を取り去ったフシ、ホシといった多用なカタカナ表記が生じた。
また英語圏ではHouthiと書いてフースィなどと発音するものがつづり通りにカタカナ化された、またはアラビア語における誤読（アル＝ハウスィー、アル＝ホウスィー）由来のものとしてはホウシー、ホウシが挙げられる。